# III. třída okresu Jičín 2004/2005
V utkáních III. třídy okresu Jičín 2004/2005, jedné ze skupin 9. nejvyšší fotbalové soutěže v Česku, se utkalo 8 týmů čtyřkolovým systémem podzim – jaro. Tento ročník začal v srpnu 2004 a skončil v červnu 2005.
Postup do II. třídy okresu Jičín 2005/2006 si zajistil vítězný tým SK Jičín „B“ a také čtvrtý tým FC AMA Žeretice. Nikdo nesestoupil, jde o nejnižší soutěž okresu.

## Konečná tabulka II. třídy okresu Jičín 2004/2005
| Poř. | Tým                    | Z  | V  | R | P  | VG  | OG  | B  |
| ---- | ---------------------- | -- | -- | - | -- | --- | --- | -- |
| 1.   | SK Jičín „B“           | 28 | 26 | 0 | 2  | 185 | 24  | 78 |
| 2.   | SKP Valdice „B“        | 28 | 16 | 3 | 9  | 69  | 59  | 51 |
| 3.   | TJ Sokol Chomutice „B“ | 28 | 14 | 4 | 10 | 55  | 55  | 46 |
| 4.   | FC AMA Žeretice        | 28 | 12 | 6 | 10 | 54  | 65  | 42 |
| 5.   | TJ Staré Místo „B“     | 28 | 7  | 7 | 14 | 59  | 104 | 28 |
| 6.   | TJ Sokol Nemyčeves     | 28 | 8  | 2 | 18 | 55  | 77  | 26 |
| 7.   | FC Kacákova Lhota      | 28 | 7  | 5 | 16 | 44  | 94  | 26 |
| 8.   | TJ TK Žlunice „B“      | 28 | 7  | 4 | 17 | 43  | 85  | 25 |

Poznámky:
- Z = Odehrané zápasy; V = Vítězství; R = Remízy; P = Prohry; VG = Vstřelené góly; OG = Obdržené góly; B = Body; (S) = Mužstvo sestoupivší z vyšší soutěže; (N) = Mužstvo postoupivší z nižší soutěže (nováček)

|  | Postup do II. třídy okresu Jičín 2005/2006 |